# Чейс, Сэмюэл
Самуэль Чейс (Samuel Chase; 17 апреля 1741 — 19 июня 1811) — американский юрист и политический деятель, отец-основатель США, член Верховного суда США, подписавший соглашение о Континентальной ассоциации и Декларацию независимости США как представитель штата Мэриленд. В 1803 году Палата представителей потребовала его импичмента, но Сенат не дал на это согласия.
В годы Американской революции Чейс служил в Генеральной ассамблеи Мэриленда и был сторонником независимости.

## Биография
Самуэль Чейс был единственным сыном преподобного Томаса Чейза (ок. 1703—1779) и его жены Матильды Уокер. Самуэль получил домашнее образование. В 18 лет он уехал в Аннаполис, где изучал право у Джона Холла. Там же он был принят в коллегию адвокатов в 1761 году и начал юридическую практику.
В мае 1762 года Чейс женился на Энн Болдуин, у них родилось 3 сына и 4 дочери, из которых лишь четверо дожили до взрослого возраста. Энн умерла в 1776 году. В 1784 году Чейс отправился в Англию и там встретил будущую жену Ханну Килти, которая родила ему двух дочерей.

### Смерть
Самуэль Чейс умер 19 июня 1811 года в Вашингтоне, округ Колумбия. Похоронен на кладбище старой церкви Святого Павла в Балтиморе.

## Карьера
Был делегатом Континентального конгресса, где 2 августа 1776 в качестве представителя провинции Мэриленд подписал Декларацию независимости Соединённых Штатов.
Президент Джордж Вашингтон назначил его судьёй Верховного суда 27 января 1796 года. Это предложение было одобрено Сенатом 4 февраля 1796 года.
В 1804 году по инициативе сторонников президента Джефферсона из Демократическо-республиканской партии Чейс стал единственным судьёй в истории Верховного суда, подвергшимся импичменту (за симпатии к федерализму), но в 1805 году Сенат снял с него все обвинения. Импичмент поднял конституционные вопросы о природе судебной власти и стал завершением целого ряда попыток определить соответствующую степень независимости судебной власти в соответствии с Конституцией. Он установил пределы полномочий по импичменту, закрепил концепцию, согласно которой судьям запрещено участвовать в партийной политике, определил роль судьи в уголовном суде присяжных и уточнил независимость судебной власти. Конструкция была в основном мировоззренческой, поскольку она изменила политические нормы без кодификации новых правовых доктрин.
Должность судьи Чейс занимал в течение 15 лет вплоть до своей смерти. Умер в Вашингтоне в 1811 году в возрасте 70 лет.

### Статьи
- Carrington, R. W. The Impeachment Trial of Samuel Chase (англ.) // Virginia Law Review. — Virginia Law Review, 1923. — Vol. 9, iss. 7. — P. 485-500. — doi:10.2307/1065304.
- Lillich, Richard B. The Chase Impeachment (англ.) // The American Journal of Legal History. — Oxford University Press, 1960. — Vol. 4, iss. 1. — P. 49-72. — doi:10.2307/844551.